# Palézieux

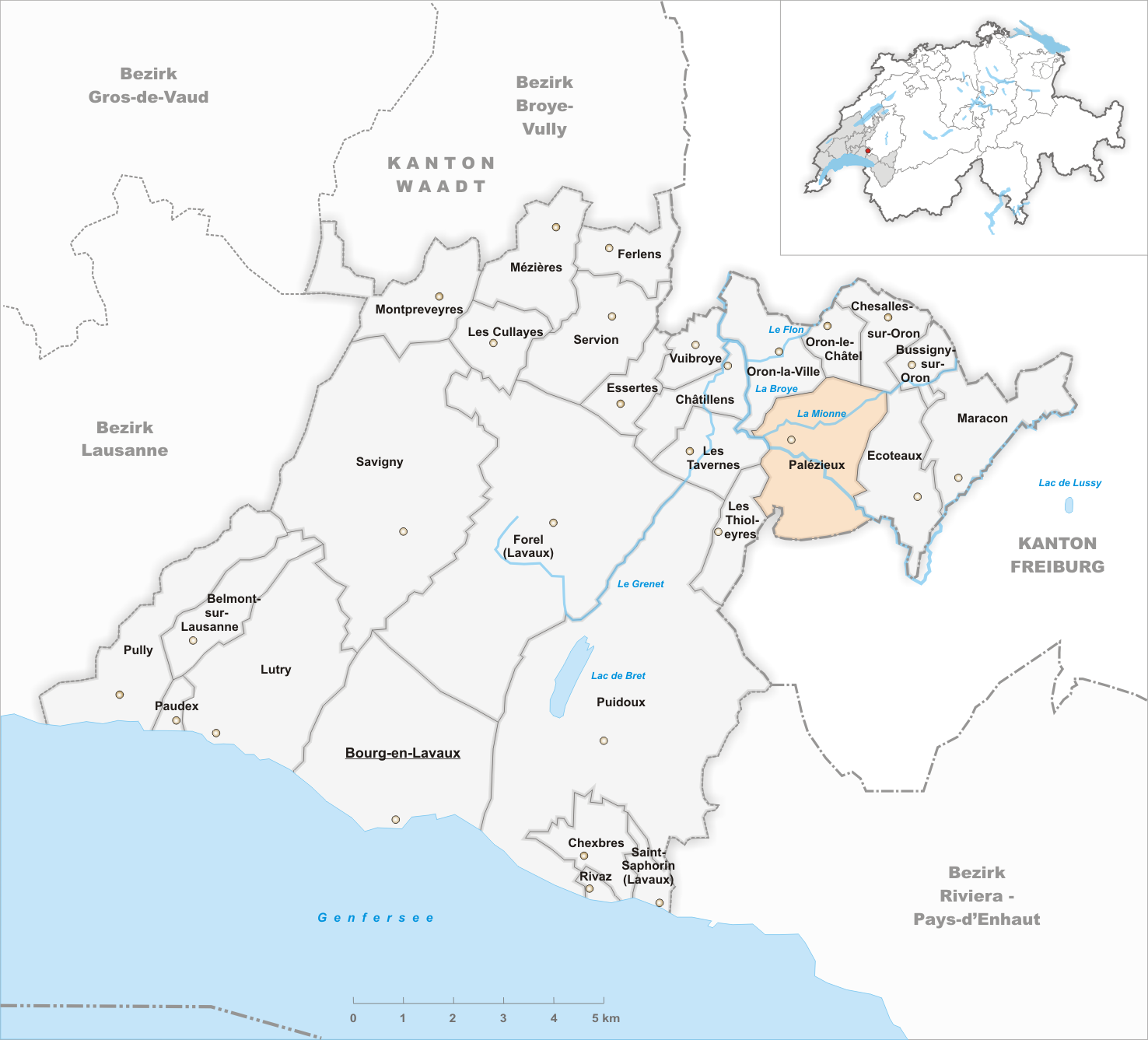
Gemeindestand vor der Fusion am 31. Dezember 2011

Palézieux war bis zum 31. Dezember 2011 eine politische Gemeinde im Distrikt Lavaux-Oron des Kantons Waadt in der Schweiz. Die ehemalige Gemeinde besteht aus zwei Zentren: Palézieux-Village und Palézieux-Gare. Am 1. Januar 2012 fusionierte Palézieux mit Oron.

## Geographie
Palézieux liegt auf 634 m ü. M., zwei Kilometer südlich von Oron-la-Ville und 16 Kilometer östlich der Kantonshauptstadt Lausanne (Luftlinie). Das Dorf erstreckt sich im breiten Talkessel der Haute-Broye, zwischen den Flussläufen der Broye und ihres rechten Seitenbachs Mionne, in der östlichen Randzone des Waadtländer Mittellandes.
Die Fläche des 5,8 km² grossen ehemaligen Gemeindegebiets umfasst einen Abschnitt des oberen Broyetals und der angrenzenden Molassehöhen im Alpenvorland. Den zentralen Teil der ehemaligen Gemeindefläche bildet die breite Talsenke der Haute-Broye, welche von der Broye von Südosten nach Nordwesten durchflossen wird. Diese nimmt bei Palézieux-Village von Süden die Biorda, von Osten die Mionne auf. An die bis zu 2 km breite Talmulde schliessen sich die Molassehöhen der Umgebung an. Nur im Osten gehören diese noch zum ehemaligen Gemeindegebiet, nämlich bei Palézieux-Gare (bis 700 m ü. M.), im Wald Pierra Confry (mit 752 m ü. M. der höchste Punkt von Palézieux) und im Bois de l'Erberey (bis 740 m ü. M.). Von der ehemaligen Gemeindefläche entfielen 1997 11 % auf Siedlungen, 25 % auf Wald und Gehölze und 64 % auf Landwirtschaft.
Die ehemalige Gemeinde besteht aus den Ortschaften Palézieux-Village (634 m ü. M.) im Broyetal und Palézieux-Gare (676 m ü. M.) am Hang zwischen den Flussläufen von Broye und Biorda. Daneben gehören mehrere Einzelhöfe zu Palézieux.

## Bevölkerung
Mit 1'326 Einwohnern (Stand 31. Dezember 2010) gehört Palézieux zu den mittelgrossen ehemaligen Gemeinden des Kantons Waadt. Von den Bewohnern sind 89,9 % französischsprachig, 4,4 % deutschsprachig und 2,1 % portugiesischsprachig (Stand 2000). Die Bevölkerungszahl von Palézieux belief sich 1900 auf 587 Einwohner. Im Lauf des 20. Jahrhunderts stieg die Bevölkerungszahl langsam aber kontinuierlich an; einzig während der 1980er Jahre wurde eine verstärkte Bevölkerungszunahme verzeichnet.

## Wirtschaft
Palézieux war bis Mitte des 20. Jahrhunderts ein vorwiegend durch die Landwirtschaft geprägtes Dorf. Noch heute haben der Ackerbau und die Viehzucht einen gewissen Stellenwert in der Erwerbsstruktur der Bevölkerung. Zahlreiche weitere Arbeitsplätze sind im lokalen Kleingewerbe und im Dienstleistungssektor vorhanden. Bei Palézieux-Gare befindet sich ein grösseres Gewerbegebiet. Zu den ortsansässigen Firmen gehören Unternehmen aus dem pharmazeutischen Bereich, dem Karosseriebau, der Herstellung von Baumaschinen, eine Schlosserei und eine Schweisserei. Durch den Bau mehrerer Einfamilienhäuser in den letzten Jahrzehnten hat sich das Dorf auch zu einer Wohngemeinde entwickelt. Viele Erwerbstätige sind deshalb Wegpendler, die vor allem in Lausanne und Vevey arbeiten.

## Verkehr

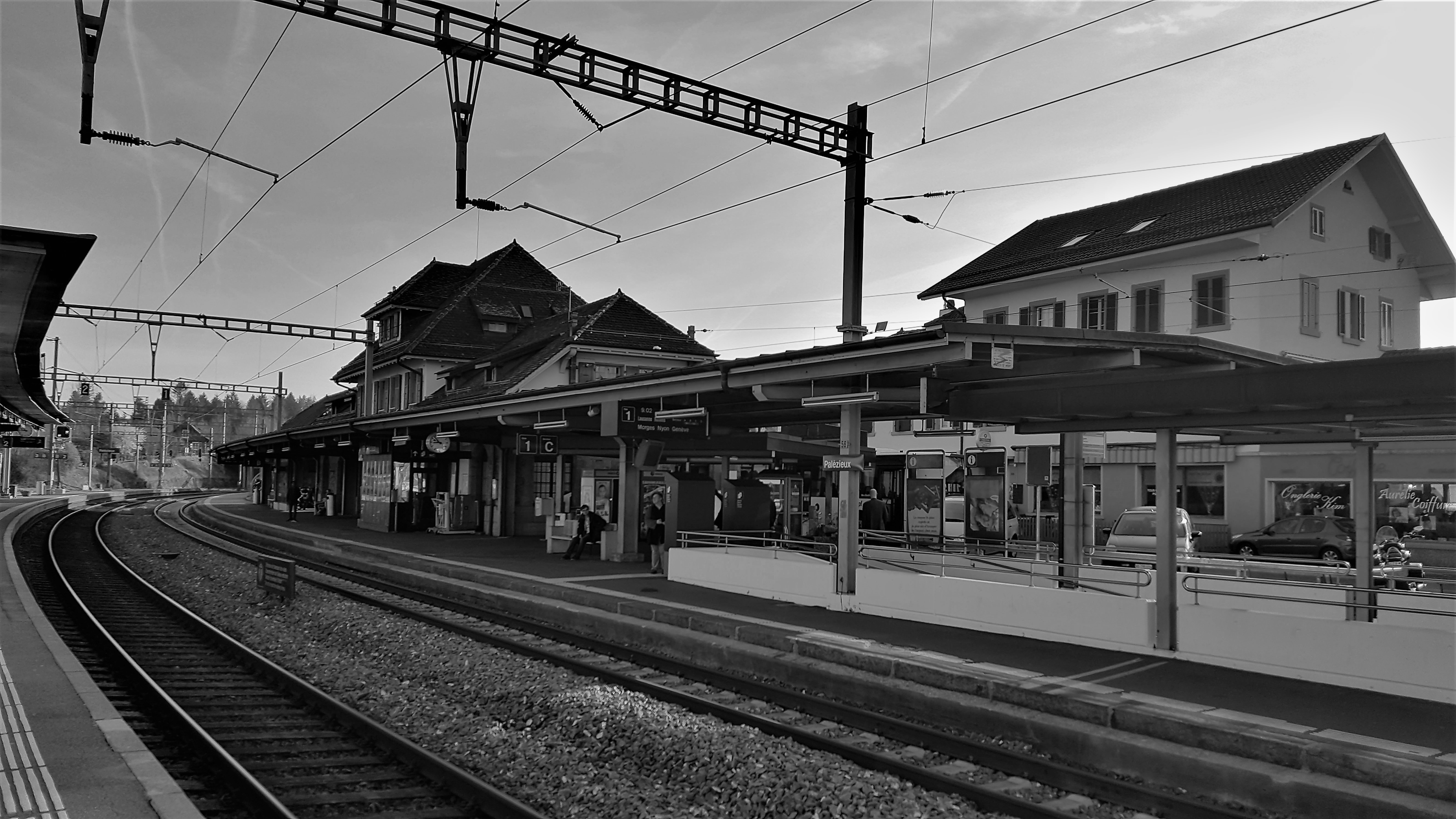
Palézieux-Gare

Die ehemalige Gemeinde ist verkehrstechnisch gut erschlossen. Sie liegt an der Strasse von Moudon via Oron-la-Ville nach Vevey. Am 4. September 1862 wurde die Eisenbahnlinie von Lausanne nach Freiburg mit dem Bahnhof Palézieux-Gare in Betrieb genommen. Palézieux-Gare ist ein Bahnknotenpunkt, da hier die am 25. August 1876 eröffnete Linie via Moudon nach Payerne abzweigt. Diese Strecke besitzt auch einen Bahnhof in Palézieux-Village. Am 29. April 1901 wurde schliesslich die Schmalspurbahnlinie von Palézieux-Gare nach Châtel-Saint-Denis eingeweiht. Für die Feinverteilung im öffentlichen Verkehr sorgen Autobuslinien von Palézieux-Gare nach Oron-la-Ville, Semsales, Mézières sowie nach Romont.

## Geschichte
Überreste einer römischen Villa bezeugen eine Besiedlung des Gemeindegebietes von Palézieux bereits zur Römerzeit. Die erste urkundliche Erwähnung des Ortes erfolgte 1134 unter den Namen Pallexiu, Palleysieu und Palaisol. Später erschienen zahlreiche weitere Schreibweisen: Palatiolum (1141), Palaysol, Palazuz, Palaziolum und Pallasiolum (um 1155), Palesuez (1218), Palasuel (1228), Pallexieu (1545), sowie erstmals Palézieux (1675). Von 1867 sind auch Palaisieux und Palésieux überliefert. Der Ortsname leitet sich vom lateinischen Wort palatiolum (Diminutiv von palatium) in der Bedeutung von kleiner Palast ab.
Palézieux bildete im Mittelalter eine Herrschaft, die unter der Oberhoheit von Savoyen stand. Die Herren von Palézieux gründeten neben der Brücke der Broye im 12. Jahrhundert eine Burg. Nachfolger der Herren von Palézieux waren zu Beginn des 14. Jahrhunderts die Herren von Billens, die bei der Burg das mit Mauern befestigte Städtchen Palézieux gründeten und es 1344 mit dem Stadtrecht versahen. Ende des 14. Jahrhunderts kam Palézieux an die Grafen von Greyerz, die Herrschaft wurde mit derjenigen von Oron vereinigt und Palézieux in den Rang eines Dorfes zurückgestuft.
Nach der Eroberung des Waadtlandes durch Bern kam das Dorf im Jahr 1557 an die bernische Landvogtei Oron. Nach dem Zusammenbruch des Ancien Régime gehörte Palézieux von 1798 bis 1803 während der Helvetik zum Kanton Léman, der anschliessend mit der Inkraftsetzung der Mediationsverfassung im Kanton Waadt aufging. 1798 wurde es dem Bezirk Oron zugeteilt.
1863 wurde Palézieux Standort des am 25. Januar 1864 als Stiftung anerkannten und am 15. Juli 1864 eröffneten Institut romand d’éducation de Serix-sur-Oron. Konzipiert als Erziehungskolonie, war es ein maison de correction für Kinder und Jugendliche von 6 bis 20 Jahren mittels landwirtschaftlicher Arbeit. Das Gelände umfasste 16 Hektar Land. Die ersten eingewiesenen Kinder kamen aus den Kantonen Waadt (3 Kinder), Neuenburg (2 Kinder) und Genf (5 Kinder). Der Kanton Genf schickte von 1863 bis 1913 insgesamt 389 Kinder nach Serix. Vielen gelang später die Integration ins Berufsleben in der Schweiz, Frankreich oder Algerien. Der 16-jährige Jean, nach der Entlassung mit Zwischenaufenthalt im Gefängnis, wurde nach Buenos Aires ausgewiesen, der 18-jährige Marc musste 1878 gegen seinen Willen nach New York, kam zurück und wurde wieder nach New York verschifft. Andere gingen in die französische Fremdenlegion. Insgesamt 31,6 % wanderten aus.

## Sehenswürdigkeiten
Schon im 12. Jahrhundert befand sich in Palézieux eine Kirche. Der heutige Bau im klassizistischen Stil stammt von 1829, während das Pfarrhaus 1707 erbaut wurde. Vom ehemaligen Schloss Palézieux sind nur noch einige Mauerreste erhalten.

## Bilder

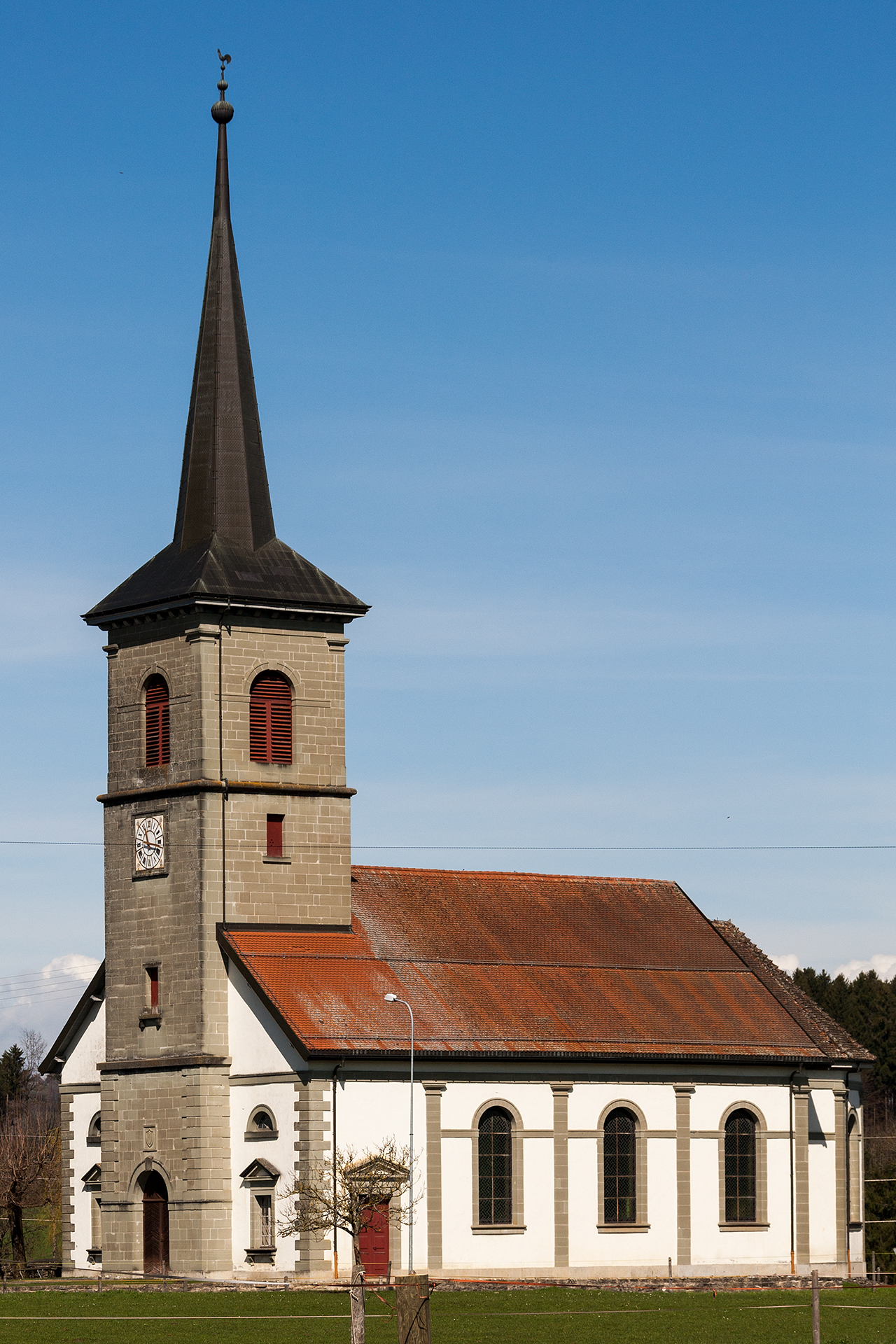
Kirche
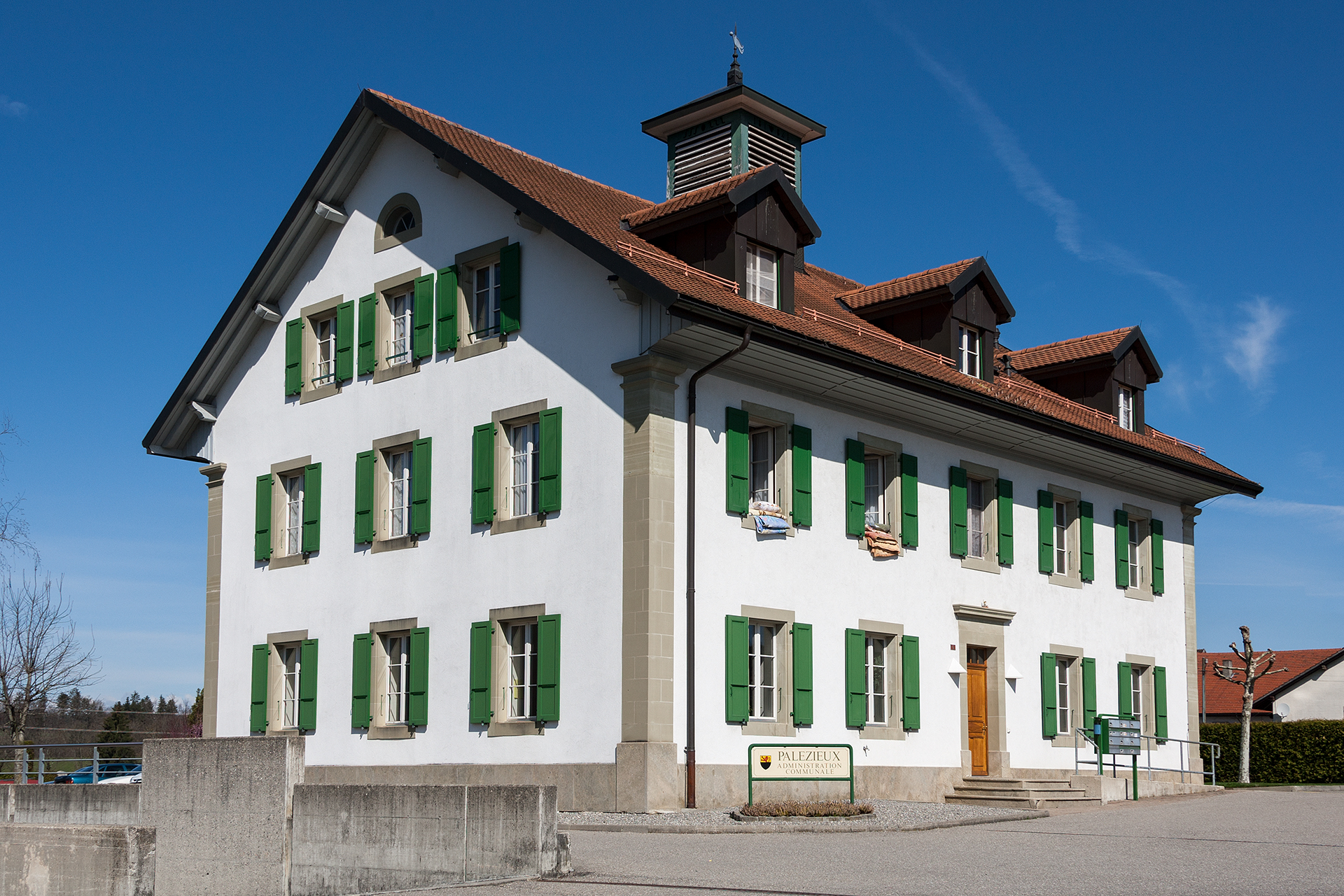
Gemeindehaus
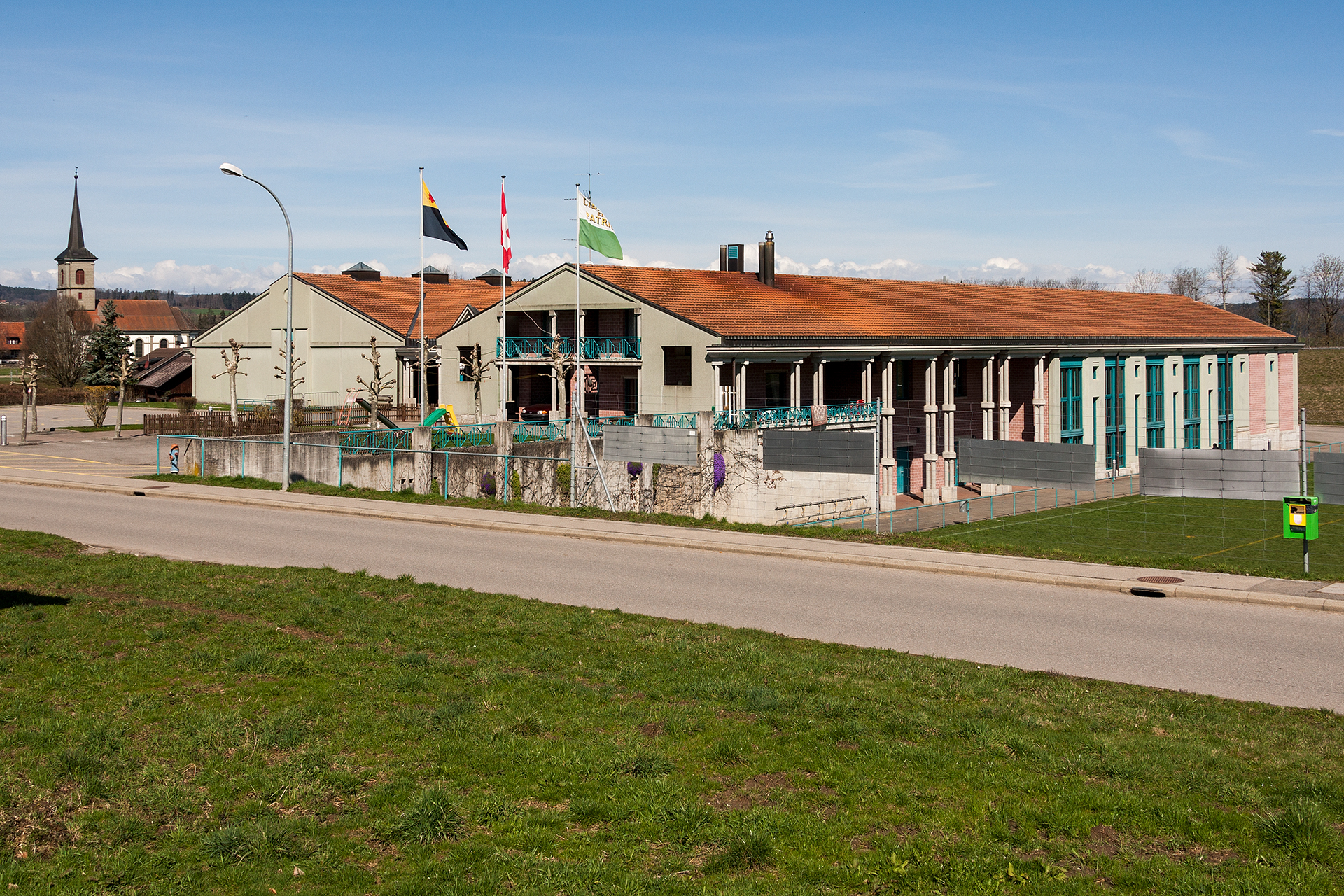
Schulanlage